# FC Saint Eloi Lupopo
El FC Saint Eloi Lupopo és un club de futbol congolès de la ciutat de Lubumbashi.
Amb anterioritat el club tingué les següents denominacions:
- 1939: Standard, fundat per un belga anomenat Vanden Broek. El nom el posà en honor de l'Standard de Liège.
- 1946: FC Saint Eloi.
- 1974: FC Lupopo, en ésser prohibits els noms estrangers.

## Palmarès
- Lliga de la República Democràtica del Congo de futbol:[2]
  - 1958, 1968, 1981, 1986, 1990, 2002
- Copa de la República Democràtica del Congo de futbol:[3]
  - 1968
- Lliga provincial de Katanga (LIFKAT):
  - 2001, 2003